# Club Comunicaciones
Club Comunicaciones jest argentyńskim klubem piłkarskim z siedzibą w mieście Buenos Aires.

## Osiągnięcia
- Mistrz czwartej ligi argentyńskiej (Primera C): 1969, 2003/04 (Clausura)

## Historia
Klub założony został 15 marca 1931 przez pracowników firmy Correos y Telégrafos. Początkowa nazwa klubu brzmiała Club Atlético Correos y Telégrafos, a obecna nazwa obowiązuje od roku 1953. 
Dnia 29 września 1962 oddany został do użytku klubowy stadion Estadio Afredo Ramos. Obecnie Comunicaciones gra w trzeciej lidze argentyńskiej Primera B Metropolitana.